# Emmelndorf (Seevetal)
Emmelndorf ist ein Ort in der Gemeinde Seevetal im Landkreis Harburg in Niedersachsen, ungefähr 30 Kilometer südlich von Hamburg gelegen. Emmelndorf hatte am 30. November 2022 1599 Einwohner.  Der Ort, der seit dem 1. Juli 1972 zur Gemeinde Seevetal gehört, liegt direkt an der A 7, die nordöstlich verläuft, und zwei Kilometer nördlich der A 1.

## Politik
Der Ortsrat, der die Seevetaler Ortsteile Emmelndorf, Hittfeld, Helmstorf und Lindhorst gemeinsam vertritt, setzt sich aus 19 Mitgliedern zusammen. Die Ratsmitglieder werden durch eine Kommunalwahl für jeweils fünf Jahre gewählt.
Bei der Kommunalwahl 2021 ergab sich folgende Sitzverteilung:
| Ortsrat 2021Insgesamt 19 Sitze - SPD: 3 - Grüne: 3 - FWS: 4 - FDP: 1 - CDU: 7 - AfD: 1 | Kommunalwahl 2021 %403020100 34,71 %20,51 %17,97 %16,30 %7,25 %3,27 % CDUFWSbSPDGrüneFDPAfDAnmerkungen:b Freie Wähler Seevetal e. V. |